# Innoscent
Immortelle è il secondo album in studio del gruppo musicale tedesco Dew-Scented, pubblicato il 1998 dalla Grind Syndicate Media. 

## Tracce
1. Shattered Insanity – 4:10
2. Bereaved – 3:24
3. Burn with Me – 4:47
4. Starspangled – 3:54
5. The Sicker Things – 3:04
6. Everred – 4:02
7. The Grapes of Wrath – 2:43
8. Aentity – 3:52
9. Underneath – 2:55
10. Fatal If Swallowed (Overkill cover) – 5:38

## Formazione
- Leif Jensen - voce
- Ralf Klein - chitarra
- Florian Müller - chitarra
- Patrick Heims - basso
- Uwe Werning - batteria